# Coulrofobi
Coulrofobi er sygelig angst for klovne, og hvad der kan få tankerne hen på klovne. Der er forskellige grader af coulrofobi, men det er en meget udbredt fobi. Reaktionerne kan skifte mellem svagt ubehag ved synet af en klovn til fuldstændig panik bare man hører om en.